# Яйце Колумба

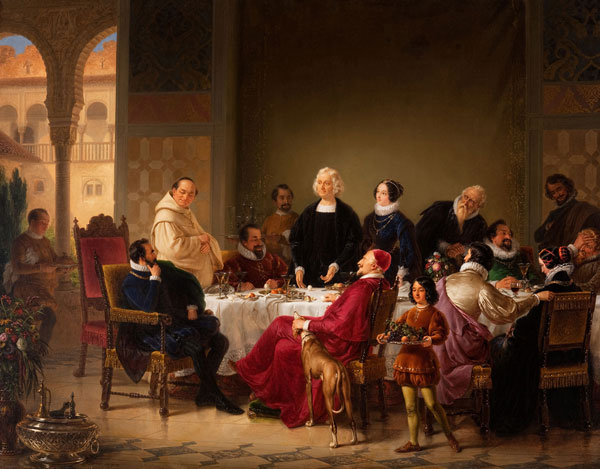
«Колумб та яйце» (Йоганн Гайєр, 1847).

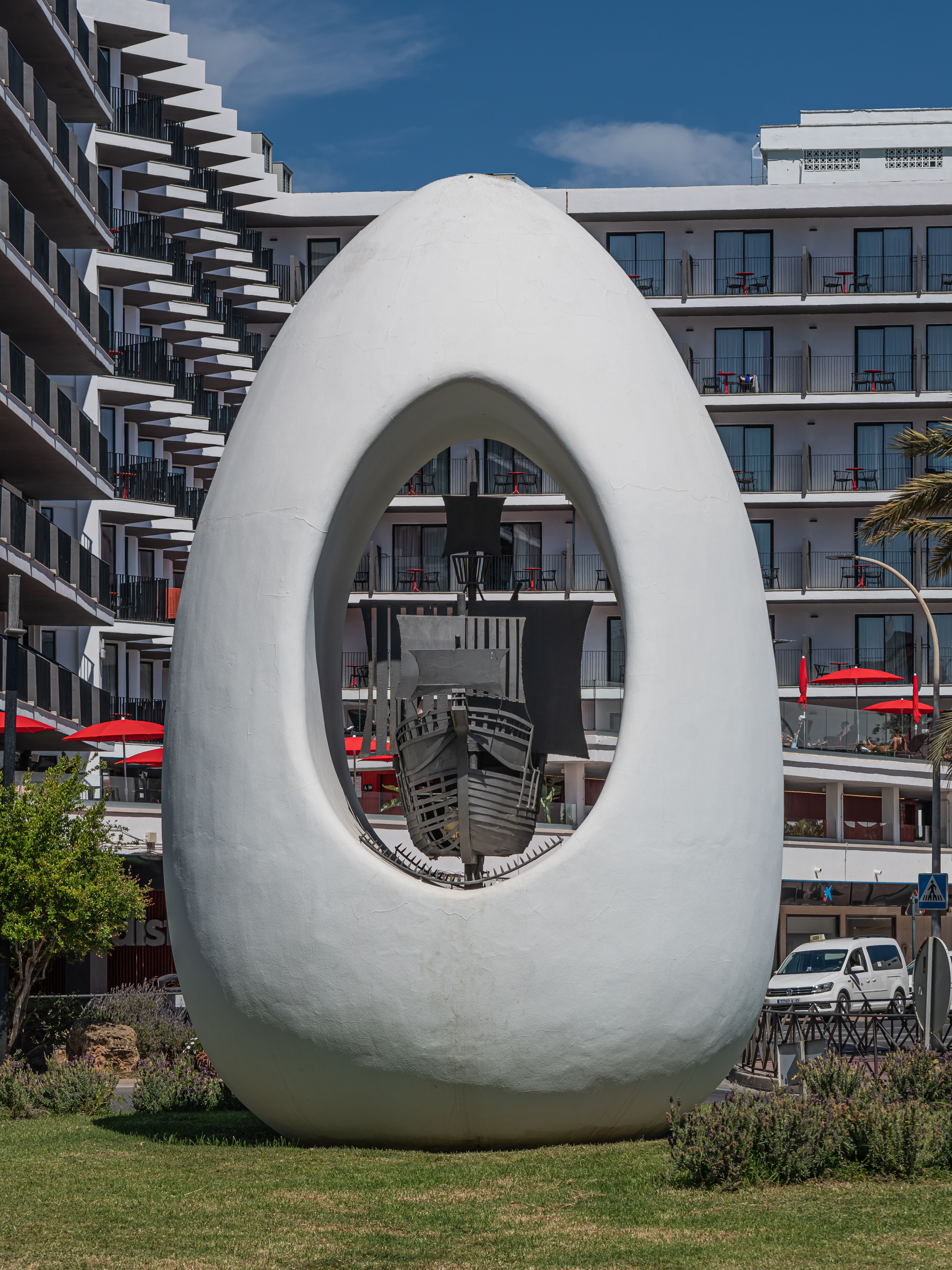
Яйце Колумба на Ібіці

Яйце Колумба — крилатий вислів, що означає несподівано простий вихід зі складного положення.
За переказами, коли Колумб під час обіду в кардинала Мендоси розказував про те, як він відкрив Америку, один з присутніх сказав: «Що може бути простішим, ніж відкрити нову землю?» На що Колумб запропонував йому просту задачу: поставити яйце на стіл вертикально. Коли жоден з присутніх не зумів цього зробити, Колумб, взяв яйце, розбив його з одного кінця та поставив на стіл, показавши, що це насправді було дуже просто. Побачивши це, всі почали заперечувати, говорячи, що так змогли б зробити і вони. На що Колумб відповів: «Різниця в тому, панове, що ви могли б це зробити, а я це зробив насправді».
Однак можливо, що цей епізод, вперше описаний в книзі «Історія Нового Світу» італійського мандрівника Джіроламо Бенцоні, всього лише легенда, оскільки схожа історія була відома в Італії та Іспанії задовго до Колумба. В Іспанії аналогічний «яйцю Колумба» фразеологізм — «яйце Хуанело» (ісп. huevo de Juanelo), що означає просте рішення складної задачі. Схожий епізод наявний у комедії «Дама-невидимка» («La Dama duende») іспанського драматурга Кальдерона та в книзі італійського історика мистецтв Джорджо Вазарі «Життєопис найвідоміших живописців, скульпторів та зодчих» (1550 р.).